# Parigi-Tours Espoirs
La Parigi-Tours Espoirs è una corsa in linea maschile di ciclismo su strada riservata agli Under 23 che si svolge in Francia. Dal 2005 fa parte del calendario UCI Europe Tour, come evento di classe 1.2.

## Storia
Tra i vincitori diventati professionisti, il velocista norvegese Thor Hushovd e il belga Tom Boonen. Il belga Jelle Wallays è finora l'unico ad essersi aggiudicato sia la Parigi-Tours Espoirs (nel 2010) che la Parigi-Tours per professionisti (nel 2014).

## Albo d'oro
Aggiornato all'edizione 2024.
| Anno | Vincitore               | Secondo                 | Terzo                   |
| ---- | ----------------------- | ----------------------- | ----------------------- |
| 1991 | Lars Michaelsen         | Kim Marcussen           | David Orcel             |
| 1992 | Arvis Piziks            | Jaan Kirsipuu           | Mika Hietanen           |
| 1993 | Cyril Saugrain          | Éric Bourout            | Hervé Boussard          |
| 1994 | Nicolas Jalabert        | Franck Ramel            | Hervé Arsac             |
| 1995 | Pascal Giguet           | Pierre-Yves Archambault | Stéphane Conan          |
| 1996 | Franck Perque           | Samuel Plouhinec        | Guillaume Auger         |
| 1997 | Miguel van Kessel       | Kurt Asle Arvesen       | Ludovic Capelle         |
| 1998 | Thor Hushovd            | Andy Flickinger         | Nuno Marta              |
| 1999 | Gorik Gardeyn           | Sandy Casar             | Sébastien Talabardon    |
| 2000 | Tom Boonen              | Stefan Adamsson         | Ronald Mutsaars         |
| 2001 | Samuel Dumoulin         | Michail Timošin         | Anthony Geslin          |
| 2002 | Maryan Hary             | Gregor Willwhol         | Geoffrey Lequatre       |
| 2003 | Mathieu Claude          | Marc Staelen            | Johnny Hoogerland       |
| 2004 | Vincent Jérôme          | Giovanni Bernaudeau     | Sébastien Minard        |
| 2005 | Fabien Patanchon        | Maxime Vantomme         | Tomasz Smolen           |
| 2006 | Huub Duyn               | Greg Van Avermaet       | Stijn Neirynck          |
| 2007 | Jürgen Roelandts        | Florian Vachon          | Jan Bakelants           |
| 2008 | Tony Gallopin           | Romain Zingle           | Julien Fouchard         |
| 2009 | Mathieu Halleguen       | Kris Boeckmans          | Nicolas David           |
| 2010 | Jelle Wallays           | Romain Guillemois       | Thomas Welter           |
| 2011 | Fabien Schmidt          | Gijs Van Hoecke         | Angélo Tulik            |
| 2012 | Taruia Krainer          | Warren Barguil          | Maxime Renault          |
| 2013 | Flavien Dassonville     | Daan Olivier            | Olivier Le Gac          |
| 2014 | Mike Teunissen          | Martijn Tusveld         | Sam Oomen               |
| 2015 | Sam Oomen               | Martijn Tusveld         | Maxime Farazijn         |
| 2016 | Arvid De Kleijn         | Jules Roueil            | Nicolas Primas          |
| 2017 | Jasper Philipsen        | Milan Menten            | Gerben Thijssen         |
| 2018 | Marten Kooistra         | Erik Resell             | Nils Eekhoff            |
| 2019 | Alexys Brunel           | Joël Suter              | Jonas Iversby Hvideberg |
| 2020 | Rune Herregodts         | Jordi Meeus             | Florian Dauphin         |
| 2021 | Jonas Iversby Hvideberg | Casper van Uden         | Marijn van den Berg     |
| 2022 | Per Strand Hagenes      | Mathis Le Berre         | Tomáš Kopecký           |
| 2023 | Sakarias Koller Løland  | Pierre-Pascal Keup      | Pierre Thierry          |
| 2024 | Antoine L'Hote          | Pelle Køster Mikkelsen  | Halvor Dolven           |